# Damè-Wogon
Damè-Wogon è un arrondissement del Benin situato nella città di Bonou (dipartimento di Ouémé) con 5.615 abitanti (dato 2006).